# Tosca (film 1918)
Tosca è un film del 1918 diretto da Alfredo De Antoni.